# Хризостом II (архиепископ Кипрский)
Архиепископ Хризосто́м II (греч. Αρχιεπίσκοπος Χρυσόστομος Β΄, в миру Иро́дотос Димитри́у-Энглистрио́тис, греч. Ηρόδοτος Δημητρίου Εγκλειστριώτης; 10 апреля 1941, Тала, Пафос — 7 ноября 2022, Никосия) — епископ Кипрской православной церкви и её предстоятель (2006—2022) с титулом «блаженнейший Архиепископ Новой Юстинианы и всего Кипра».

## Биография
Родился 10 апреля 1941 года в деревне Тала близ города Пафа (тогда британский Кипр).
По окончании средней школы поступил послушником в монастырь Святого Неофита.
Одновременно обучался в Пафской гимназии, которую окончил в 1963 году.
3 ноября того же года епископом Тримифунтским Георгием (Павлидисом) хиротонисан во диакона. В течение пяти лет исполнял послушание благочинного обители.
С 1968 учился на богословском факультете Афинского университета, который окончил в 1972 году.
19 октября 1972 года избран игуменом монастыря святого Неофита.
12 ноября того же года архиепископом Макарием III хиротонисан в сан пресвитера и утверждён в должности игумена.
25 февраля 1978 избран митрополитом Пафским; на следующий день хиротонисан во епископа с возведением в сан митрополита.
22 декабря 2000 года от лица Кипрской православной церкви присутствовал на отпевании Патриарха Иерусалимского Диодора в Кафедральном храме Иерусалимской Патриархии святых Равноапостольных Константина и Елены.
В 2004 году выступил против предложенного ООН плана воссоединения Кипра. Впоследствии он отметил: «народ Кипра осознал эту угрозу и отверг предложенный ООН план Аннана по решению кипрской проблемы, который предполагал разрушение нашего государства и безоговорочную капитуляцию перед оккупационными силами». Позиция митрополита Хризостома легла в основу соответствующего заявления Священного Синода Кипрской Православной Церкви.
Исполнял обязанности местоблюстителя Архиепископского Престола с сентября 2006, когда был отправлен на покой архиепископ Хризостом I, который не мог с 2002 исполнять свои обязанности в связи с возрастом (1927 года рождения), черепно-мозговой травмой и болезнью Альцгеймера.
5 ноября 2006 года, после острого конфликта, большинством голосов при общем голосовании выборщиков из числа архиереев, клириков и мирян избран Архиепископом Новой Юстинианы и всего Кипра.
Интронизация состоялась 12 ноября 2006 года в кафедральном соборе святого Иоанна в Никосии.
При архиепископе Хризостоме II в 2007 году принято историческое решение о расширении состава Священного Синода. Были восстановлены просиявшие в древности митрополии и епископии, а также образованы новые. Среди них митрополии: Констанцская и Аммохостская, Киккская и Тиллирийская, Тамасская и Ориниская, Тримифунтская, а также хорепископии: Карпасийская, Арсинойская, Амафунтская.
13 сентября 2010 года Священный Синод Кипрской Православной Церкви на торжественном заседании, проходившем в присутствии президента Димитриса Христофиаса и других представителей власти Республики Кипр, официально утвердил новый Устав Церкви.
Архиепископ Хризостом II нередко делал резкие заявления в адрес кипрского правительства, неспособного решить вопрос оккупации Северного Кипра.
В марте 2013 года в ходе продиктованной Евросоюзными властями конфискационной банковской реформы на Кипре выразил готовность передать всё имущество Церкви государству, заявил себя сторонником скорейшего выхода страны из зоны евро, и оценил вступление Кипра в Европейский Союз как историческую ошибку.
В 2019 году у архиепископа Хризостома был диагностирован рак печени. 27 января 2020 года он вылетел на лечение в США, где в медицинском центре города Шарлотт 31 января ему была сделана операция, а уже 2 февраля он смог присутствовать на литургии в местном греческом соборе. 6 февраля архиепископ вернулся на Кипр.
Скончался 7 ноября 2022 года и погребён 12 ноября в соборе апостола Варнавы в Никосии, где похоронены архиепископы Кипрские. Заупокойное богослужение возглавил Вселенский патриарх Варфоломей.

## Отношения сМосковским патриархатом
В июне 2007 года в интервью итальянскому журналу «L’Espresso» заявил о намерении способствовать встрече патриарха Московского и всея Руси Алексия II и папы римского Бенедикта XVI
В июле 2008 года во главе официальной делегации посетил Московский патриархат. По завершении визита в Москву было объявлено, что Кипрская церковь приняла решение ответить отказом на приглашение принять участие в торжествах, посвящённых «1020-летию крещения Киевской Руси» в конце июля 2008 года, протокольная сторона организации которых вызвала официальное недовольство со стороны Московской патриархии. 23 июля того же года официальный представитель УПЦ МП заявил, что отказ участвовать в праздничных мероприятиях Кипрской церкви произошёл вследствие возникновения «определённой напряжённости» среди православных церквей в мире.
В 2009 году одобрил идею строительства русского храма Святителя Николая в Лимасоле, для чего Кипрская православная церковь передала в дар участок земли.
В январе 2011 года посетил Москву, где сослужил с патриархом Кириллом. В феврале 2011 года патриарх Кирилл посетил Кипр, где был принят архиепископом.
В мае 2011 года выразил обеспокоенность по поводу растущего влияния Русской православной церкви в общеправославном мире, а также заявил, что пятое место в диптихах поместных церквей должна занимать Кипрская церковь, а не Московский патриархат.
24 октября 2020 года за Божественной литургией в монастыре Пресвятой Богородицы Хрисороятиссы (близ города Пафоса) Хризостом II помянул в числе предстоятелей автокефальных православных Церквей предстоятеля ПЦУ, неканонической с точки зрения Московского  патриархата поместной церкви. В последовавших заявлениях Хризостом II признал, что своё решение с членами Священного синода Кипрской церкви он не обсуждал, и о предстоящем поминовении они не знали. Священный синод Русской православной церкви в заседании 20 ноября 2020 года, отметив, что «нынешнее решение Архиепископа Хризостома противоречит его неоднократным официальным заявлениям по украинскому вопросу, в частности, письму на имя Предстоятеля Русской Православной Церкви от 26 июля 2018 года, в котором Архиепископ Кипрский заверял, что „Кипрская Церковь никогда не отступит от своей позиции, которую мы Вам многократно излагали, то есть что всеми своими силами будет поддерживать позицию Русской Православной Церкви в вопросе так называемой автокефалии на Украине“ и отмечал, что „эту позицию она считает справедливой и во всем оправданной“», констатировал невозможность поминовения имени архиепископа Кипрского Хризостома II в диптихах, молитвенного и евхаристического общения с ним. Позже Священный синод Кипрской Православной Церкви поддержал решение Хризостома II.

## Награды
- Орден князя Ярослава Мудрого I степени (Украина, 27 июля 2013 года) — за выдающуюся церковную деятельность, направленную на подъём авторитета православия в мире, и по случаю празднования на Украине 1025-летия крещения Киевской Руси[21]
- Орден святого равноапостольного великого князя Владимира I степени (РПЦ, 2008 год)[12]
- Орден Славы и Чести I степени (РПЦ, 2013 год)[22]
- Орден Святого царя Константина (Сербская Православная Церковь, 2013 год)[23]